# Problepsis herbuloti
Problepsis herbuloti là một loài bướm đêm trong họ Geometridae.